# Дем'яново (Клинський район)
Дем'яново (рос. Демьяново) — селище в складі міського поселення Клин Клинського району Московської області Російської Федерації.

## Розташування
Селище Дем'яново входить до складу міського поселення Клин, воно розташовано на березі річки Сестра, на південь від міста Клин. Найближча залізнична станція Клин.

## Населення
Станом на 2010 рік у селищі проживала 1 людина

## Пам'ятки архітектури
У селищі знаходиться пам'ятка історії місцевого значення — садиба С. І. Танеєва, яка датується 18-19 ст. до її складу входить, окрім головного будинку, церковно-приходська школа, церква Успіння Пресвятої Богородиці, Садовий павільйон (дача К. А. Тимірязева), парк із ставками та ряд допоміжних будівель